# Otis Harris
Otis Harris, född den 30 juni 1982, är en amerikansk friidrottare som tävlar på 400 meter. 
Harris sprang under 45 sekunder för första gången i sin karriär under 2003. 2004 deltog han i de olympiska sommarspelen i Aten där han sprang både 400 meter och stafett. På 400 meter satte Harris nytt personligt rekord med tiden 44,16 när han blev silvermedaljör efter Jeremy Wariner. I stafettlaget på 4 x 400 meter sprang han första sträckan i det amerikanska lag som vann guld före Australien och Nigeria.
Senare samma år blev han trea på 400 meter vid IAAF World Athletics Final. Sedan dess har Harris inte tävlat i något större mästerskap.